# Rupin-Pass
Der Rupin-Pass ist ein Hochgebirgspass im indischen Bundesstaat Himachal Pradesh.
Über den Rupin-Pass führt eine 7-tägige Trekking-Route von der im Süden am Oberlauf des Rupin gelegenen Siedlung Dhaula nach Sangla im Sanglatal. Der Pass hat eine Höhe von 4650 m und überquert eine Bergkette südlich des Himalaya-Hauptkamms. Der Rupin-Pass liegt auf der Grenze zwischen den Distrikten Shimla im Süden und Kinnaur im Norden. Er befindet sich außerdem an der Wasserscheide der Einzugsgebiete von Indus und Ganges.